# Pontiac Streamliner
La Streamliner è un'autovettura full-size prodotta dalla Pontiac dal 1941 al 1951.
Basata sul pianale B della General Motors, la Streamliner venne assemblata a South Gate, Wilmington, Atlanta, Kansas City, Framingham, Pontiac e Linden.
Il motore era montato anteriormente, mentre la trazione era posteriore. Le carrozzerie disponibili furono tre, berlina quattro porte, familiare quattro porte e coupé due porte. I cambi offerti furono due, uno manuale a tre rapporti sincronizzati, ed uno automatico Hydra-Matic a quattro marce.

## Il contesto
Insieme alla Oldsmobile, la Pontiac si distingueva per utilizzare nel 1940 tutte e tre le piattaforme di grande produzione della General Motors. Ciò però avvenne solo nell'anno citato e nel 1941. Infatti, nel 1940 la Pontiac introdusse la sua prima vettura su piattaforma B, la Deluxe Series 28 Eight, che fu affiancata, nello stesso anno, dalla Torpedo su piattaforma C. Il nuovo pianale C possedeva uno stile dalle linee "tagliate". Lo spazio interno era consistente, ed i predellini laterali vennero eliminati. Quando la leva del cambio era montata sul piantone dello sterzo, la vettura offriva un grande comfort per sei passeggeri. Queste caratteristiche collegate alla comodità dell'abitacolo, vennero influenzate dalla Cadillac Sixty Special.
Nel 1941 i pianali A e B furono oggetto di una riprogettazione. Come conseguenza, la Pontiac rinominò l'intera linea "Torpedo". La gamma andava dalla Deluxe Torpedo, che si collocava alla base ed era costruita sulla piattaforma A, dalla media Streamliner Torpedo, basata sul pianale B, e dalla Custom Torpedo, che era la più grande ed era assemblata sulla piattaforma C.
Il 1941 fu l'ultimo anno in cui la Pontiac offrì un modello basato sul pianale C. Ciò riaccadde solo dal 1971 al 1976 con le Pontiac Safari e Grand Safari. Nel model year 1942, il nome "Torpedo" venne assegnato ad un modello Pontiac basato sul pianale A, mentre il modello che era assemblato sulla piattaforma B venne denominato Streamliner.

## La prima serie: (1941-1948)
La prima serie della Streamliner utilizzava il pianale B della General Motors. Eccetto la familiare, le altre versioni del modello avevano una linea fastback. I modelli Super del 1941 con bracciolo centrale pieghevole divennero noti nel 1942 come Chieftain. Le bombature estese sulle portiere anteriori prolungavano la linea dei parafanghi anteriori. Il cofano si estendeva all'indietro sulle portiere anteriori, eliminando le prese d'aria. La calandra, il paraurti ed il cofano stesso erano più larghi ed i fari anteriori erano sistemati ancor più all'estremità della sagoma frontale della vettura. Erano presenti delle lunghe luci di parcheggio sotto le griglie laterali.
Erano disponibili due motori. Il primo era a sei cilindri in linea ed aveva una cilindrata di 3,9 L, mentre il secondo era ad otto cilindri in linea e possedeva una cilindrata di 4,1 L. Il primo modello era denominato "Six", mentre il secondo "Eight".
La griglia centrale a forma di ferro di cavallo era a listelli orizzontali e montava uno stemma circolare sulla sommità del bordo arcuato superiore. Sugli esemplari con motore a sei cilindri in linea, la scritta "Pontiac" appariva sulle modanature laterali del cofano, mentre sulle vetture con propulsore ad otto cilindri era riportata la scritta "Pontiac Eight". Dopo il 15 dicembre 1941 fu lanciato l'allestimento blackout. In questo allestimento, tutte le parti precedentemente cromate vennero dipinte color "canna di fucile", ossia grigio scuro. Ciò fu fatto perché gli Stati Uniti erano appena entrati nella seconda guerra mondiale, e quindi venne deciso di eliminare gli ornamenti superflui dai modelli per conformarsi al generale clima di austerità.

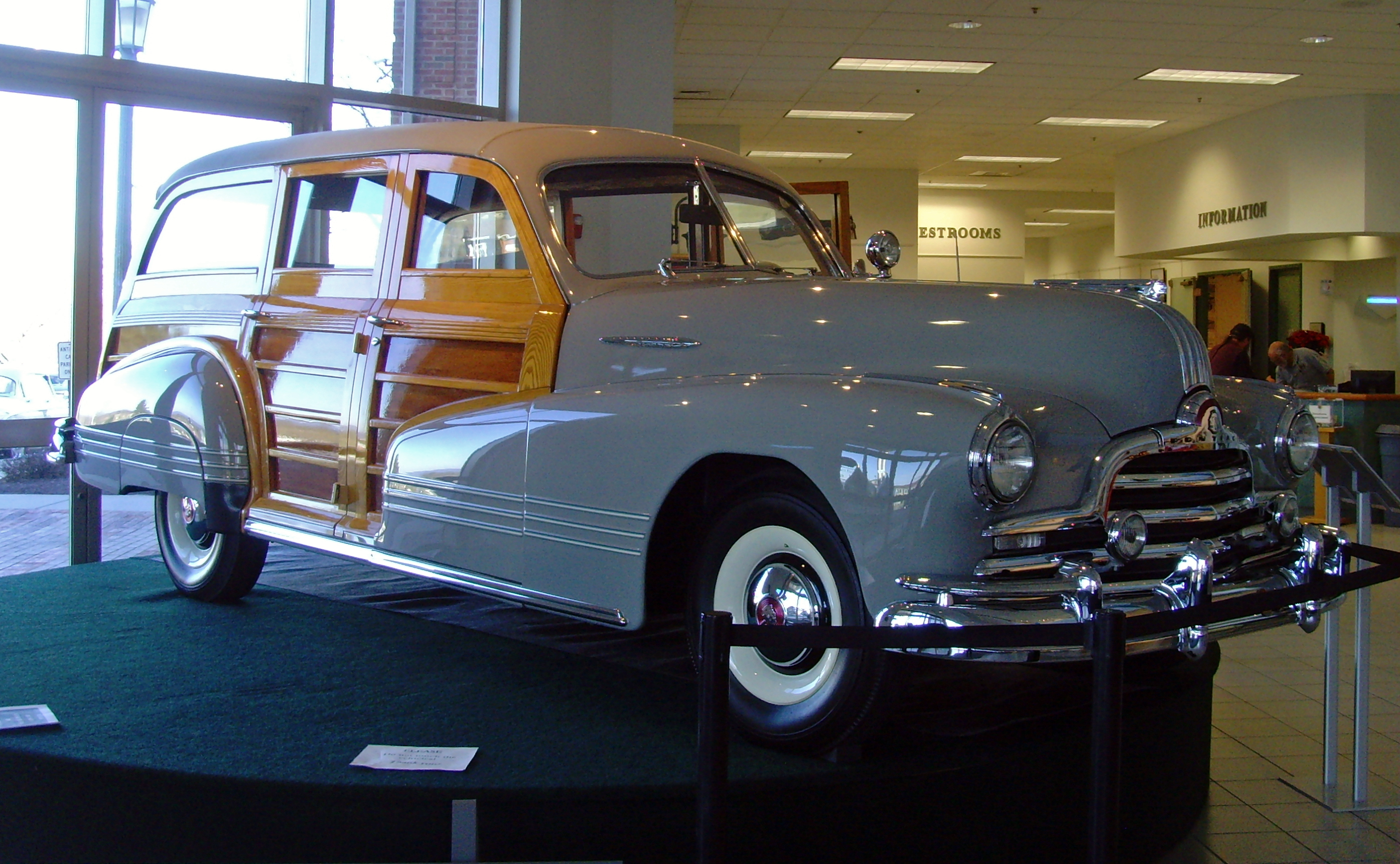
Una Streamliner Familiare del 1947

Con la fine della produzione della Pontiac Custom Torpedo, l'assemblaggio delle familiari fu trasferito nella linea della Streamliner. La Streamliner familiare era collocata sul mercato ad un prezzo compreso tra i 1.265 dollari di una Six base ed i 1.340 dollari di una Chieftain Eight, facendo del modello la vettura più costosa della gamma Pontiac. Con una lunghezza di 5.481 mm, la Streamliner familiare del 1942 registrò il record di modello Pontiac più lungo mai costruito. Questo primato restò imbattuto fino al 1959, quando vennero lanciate sul mercato la Star Chief e la Bonneville.
La produzione fu poi sospesa nel model year 1942 a causa della seconda guerra mondiale. L'assemblaggio riprese poi nel model year 1946, in occasione del quale la vettura fu rivista. Nell'anno citato furono venduti 92.731 esemplari. Questi rappresentavano i due terzi di tutte le Pontiac vendute. Inoltre, l'allestimento Chieftain fu rinominato Deluxe.
Nel 1947 il modello venne rivisto nuovamente. Nell'anno in questione furono venduti 128.660 esemplari, che rappresentavano il 56% delle vendite totali Pontiac. Nel 1948 la vettura fu ancora una volta rivista e le vendite si attestarono a 160.857 esemplari, che corrispondevano al 66 % delle vendite totali della Pontiac.
La novità più importante del 1948 fu il lancio del cambio automatico Hydramatic per le vetture Pontiac. Questo tipo di trasmissione era disponibile anche per i modelli Cadillac, Buick e Oldsmobile, ma solo sui modelli più costosi. La Chevrolet introdusse il cambio Powerglide nel 1950, mentre la Ford lancio il cambio FordoMatic nel 1951, e la Chrysler iniziò a montare il cambio PowerFlite nel 1953. La Lincoln iniziò ad acquistare cambi Hydramatic dalla General Motors dal 1949. Il cambio Hydramatic fu molto popolare fin dall'inizio.

## La seconda serie: (1949-1951)
Nel 1949 il modello fu oggetto di un restyling. Ora la linea era più liscia, anche se le vetture continuavano ad essere montate sul pianale B della General Motors. Le Streamliner coupé e berline, a differenza delle familiari possedevano un aspetto fastback. Tutte le versioni erano disponibili in allestimento base e Deluxe. Coupé, berline e familiari, negli allestimenti di base, erano caratterizzate dall'assenza di modanature lungo la linea di cintura, e dalla presenza di parasassi in gomma e di cornici dei fari in tinta. Le versioni Deluxe avevano modanature lungo la linea di cintura, parasassi cromati e alloggiamenti dei fari cromati. Molti esemplari con allestimenti standard avevano la selleria in tessuto con disegno a strisce. Le Streamliner familiari conservarono il primato di auto più costose della gamma Pontiac.
Per questa serie di Pontiac fu disponibili tre motori. Il primo era a sei cilindri in linea ed aveva una cilindrata di 3,9 L, mentre il secondo era ad otto cilindri in linea ed aveva una cilindrata di 4,1 L. Il terzo era anch'esso ad otto cilindri in linea ed aveva una cilindrata di 4,4 L.
Nel 1950 il modello venne rivisto. Furono aggiornati gli interni ed i componenti esterni. Furono operati interventi simili anche nel 1951, che fu l'ultimo anno di produzione del modello. La Streamliner familiare conservò fino alla fine il ruolo di Pontiac più costosa. Con l'uscita di scena della Streamliner, il pianale B della General Motors non fu più utilizzato per un modello Pontiac fino al 1959.